# Strange Love and the Secret Language
Strange Love and the Secret Language je druhé studiové album americké zpěvačky Adrien Reju. Vydalo jej v srpnu roku 2015 vydavatelství Zip Records. Produkovalo jej duo Elegant Too, jež tvoří Chris Maxwell a Phil Hernandez. Album obsahuje celkem deset písní, přičemž první polovinu tvoří coververze (John Cale, David Bowie, Prince), druhou pak autorské písně. Deska byla nahrána ve studiu Goathouse Studios v newyorském Woodstocku.

## Seznam skladeb
| Pořadí | Název                     | Autor          | Délka |
| ------ | ------------------------- | -------------- | ----- |
| 1.     | Soul Love                 | David Bowie    | 3:39  |
| 2.     | You Know More Than I Know | John Cale      | 2:59  |
| 3.     | Hemophiliac of Love       | Stephen Tunney | 3:22  |
| 4.     | If I Was Your Girlfriend  | Prince         | 3:31  |
| 5.     | Waltz #1                  | Elliott Smith  | 3:08  |
| 6.     | Last Call                 | Adrien Reju    | 3:41  |
| 7.     | Moonlight                 | Adrien Reju    | 3:11  |
| 8.     | Solo Mission              | Adrien Reju    | 3:46  |
| 9.     | Still Not Over You        | Adrien Reju    | 3:16  |
| 10.    | Direction of the Sun      | Adrien Reju    | 3:52  |

## Obsazení
- Adrien Reju – zpěv, kytara, syntezátor, aranžmá
- Zach Djanikian – zpěv
- Chris Maxwell – zpěv, syntezátor, kytara, aranžmá
- Phil Hernandez – aranžmá
- Marco Benevento – klavír
- A.C. Newman – zpěv
- Jaron Olevsky – varhany, baskytara, syntezátor, klavír, aranžmá
- Owen Biddle – baskytara, kontrabas
- Dan Hickey – bicí, perkuse, aranžmá